# Black Velvet Band
Black Velvet Band è una canzone tradizionale irlandese che parla del destino degli irlandesi deportati in Australia per aver commesso reati.
Il testo racconta di un apprendista che, uscendo una sera per una passeggiata, incontra una donna che aveva appena rubato un orologio.
Questa glielo dona, rendendolo complice del furto.
La mattina seguente vengono condannati entrambi e deportati nella Terra di Van Diemen, ora nota come Tasmania.
I Dubliners ne pubblicarono una versione nel 1967, forse la più conosciuta, basata su una versione del 1955 del cantante tradizionale inglese Harry Cox e registrata da Ewan MacColl e Peggy Seeger nel loro LP del 1964 "Chorus from the Gallows".